# Durro
|  | Aquest article és sobre el poble d'aquest nom. Per a l'antic municipi, vegeu Durro (antic municipi). |

Durro és un poble del terme municipal de la Vall de Boí i de l'entitat municipal descentralitzada de Durro i Saraís, a la comarca de l'Alta Ribagorça. El 2019 tenia 82 habitants. Fins al 1965 havia estat municipi independent. Aquell any fou unit a Barruera, i, ja en la nova unitat administrativa, canvià el nom el 1996 pel de la Vall de Boí. Durro es troba enlairat a 1.386 m. d'altitud, damunt la riba dreta del riuet de Durro, afluent del Barranc Gros, que alhora desguassa per l'esquerra de la Noguera de Tor. S'hi arriba per una carretera asfaltada que surt de Barruera, creua el riu i s'enfila per la costa de forma serpentina. Tot i que no té estructura de poble clos, bona part de les cases actuals serven elements (parets, cantoneres...) de clara factura medieval, que confereix a tot el poble un aspecte antic, malgrat les nombroses restauracions de cases de què ha estat objecte els darrers anys.

## Etimologia
Segons Joan Coromines, Durro és un dels molts topònims d'arrel basca que hi ha al Pirineu. En aquest cas, però, amb un element romànic: ad urru en seria l'origen. La preposició llatina que expressa direcció, més l'ètim basc urru (lluny). Així, Durro significaria cap a lluny, possiblement fent referència a l'apartat que queda Durro de les vies de comunicació del fons de la vall.

## Descripció
Es diu que és el poble més ben guardat de la Vall i el que més preserva el seu esperit. Darrere la fesomia de cases de pedra, carrers costeruts i construccions romàniques, manté l'estructura urbana intacta d'un poble medieval. L'església parroquial del poble és la Nativitat de Durro; al sud del poble hi ha l'ermita de Sant Quirc de Durro. Totes dues han estat declarades Patrimoni de la Humanitat, juntament amb les esglésies romàniques de la Vall de Boí. A més, al poble hi ha també la capella de la Divina Pastora de Casa Ferrero, que no és romànica.

### Nucli urbà
El nucli urbà de Durro és un monument del municipi de la Vall de Boí declarat bé cultural d'interès nacional. El poble, a 1386 m d'altitud, és damunt la riba dreta del riuet de Durro. N'és notable l'església parroquial romànica de Santa Maria. Pertangué, com tota la vall de Boí, als barons, després comtes d'Erill. Prop del poble hi ha l'ermita romànica de Sant Quirç on, per la festa del sant, tenien lloc les anomenades falles de Durro, grans fogueres de troncs llargs i resinosos. Les cases, pallers i bordes del nucli antic pirinenc són d'una a tres plantes d'alçària, aïllades o formant part d'un nucli d'habitatge són freqüents les balconades i voladius de fusta treballada protegits per les cobertes de llosa de pissarra del país. Els murs són de pedra i de vegades arrebossats. Durro s'està convertint en un centre turístic de segona residència que conserva la seva identitat.

## Història

### Edat mitjana
La vila de Durro es documenta per primera vegada a la segona meitat del segle xi, en els convenis i pactes feudals fets entre les dues branques comtals de vescomtat de Pallars, que portaren a la divisió del comtat (1064, 1067). Era reconeguda la pertinença de Durro a l'honor de Ramon V de Pallars Jussà. Cap a l'any 1070, els homes de Durro i de la vall de Boí van fer un jurament de fidelitat envers aquest comte.
El castell de Durro, esmentat ja el 1154, era situat molt enlairat damunt del poble actual, al lloc encara conegut com el Tossal del Castell. No en queda cap resta, però.

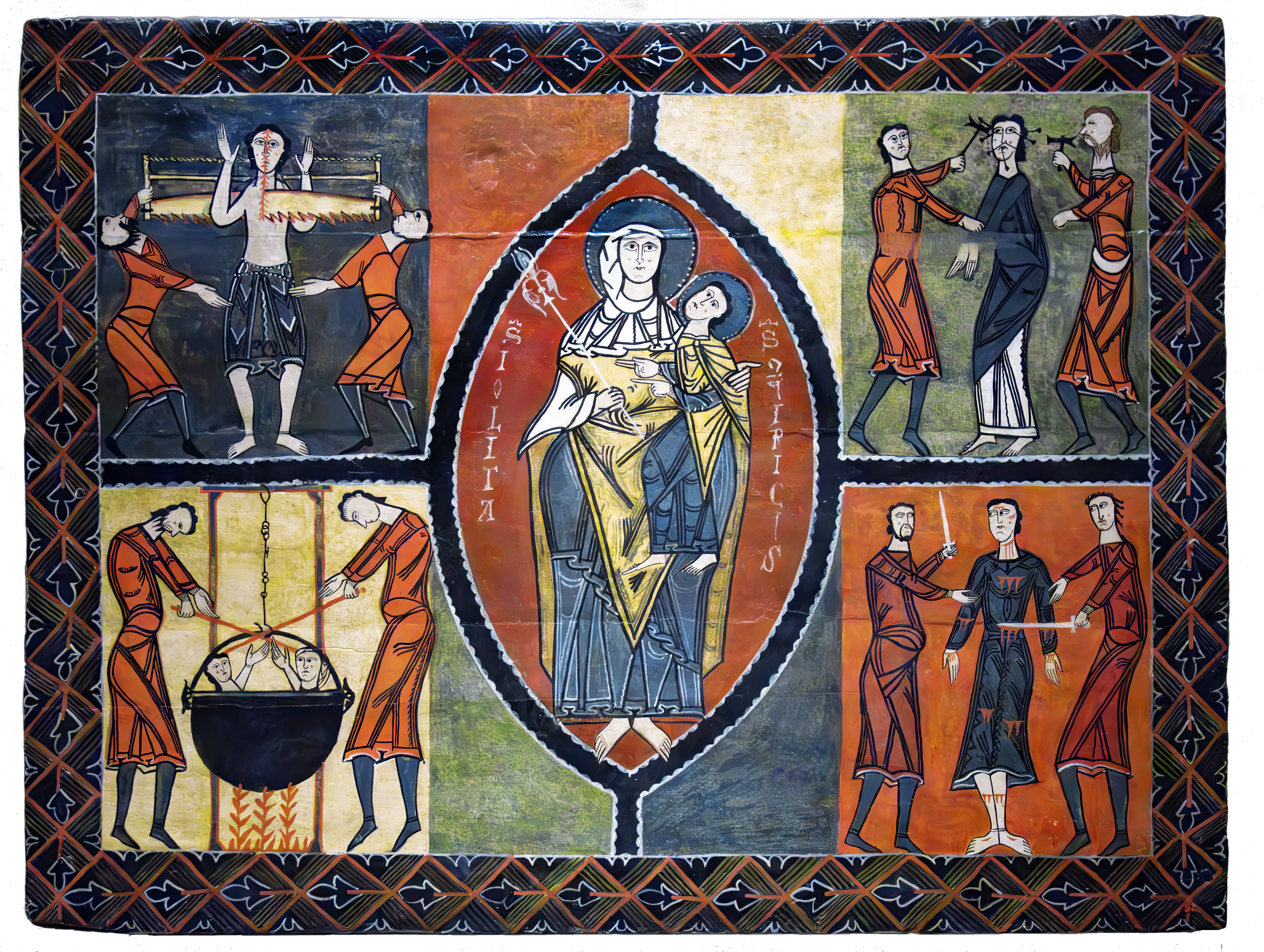
Frontal d'altar de Durro, exposat al MNAC.

Pel conveni del 1140, la parròquia de Durro es desvinculà del bisbat de Roda i s'integrà, com la resta de la vall de Boí, en el bisbat d'Urgell, on gaudia d'un règim específic d'autogovern basat en el sistema de les co-rectories. Aquesta organització es comprova per primera vegada en la visita papal del 1373, en què entre els sacerdots de la vall s'esmenta el vicari de Durro, anomenat Pere Amigó, que era el co-rector de l'església que aquell any tenia a càrrec seu la cura d'ànimes de la parròquia. Així mateix, hi ha notícia que l'any 1399 es conferí una portionem de l'església de Durro a un prevere nascut allà, que així passava a ésser co-rector a portione. Durro era el lloc on hi havia més co-rectors de la vall. El 1566 eren deu, més dos d'absents. Fins i tot el registre del 1723 diu que a Durro el nombre de co-rectors era il·limitat, i que tots els fills del poble que tenien l'edat i la idoneïtat, i ho volien, eren presentats pels regidors. El cas de Durro il·lustra de manera especial el fet que moltes vegades les rendes d'aquestes co-rectories eren insuficients, bé que no eren incompatibles amb oficis o beneficis que exigissin la residència en un altre lloc (santuari de Caldes) o fora de la vall (Santa Coloma, Sarroqueta, Viuet, Areny, El Pont de Montanyana o Lleida). Encara al segle xix, Pascual Madoz explica el funcionament d'aquest sistema a Durro, on hi havia un vicari i tres beneficiats.
Les dues esglésies de Durro, la Nativitat i Sant Quirc han estat declarades, conjuntament amb altres esglésies de la vall, Patrimoni de la Humanitat per la UNESCO.

### Edat contemporània

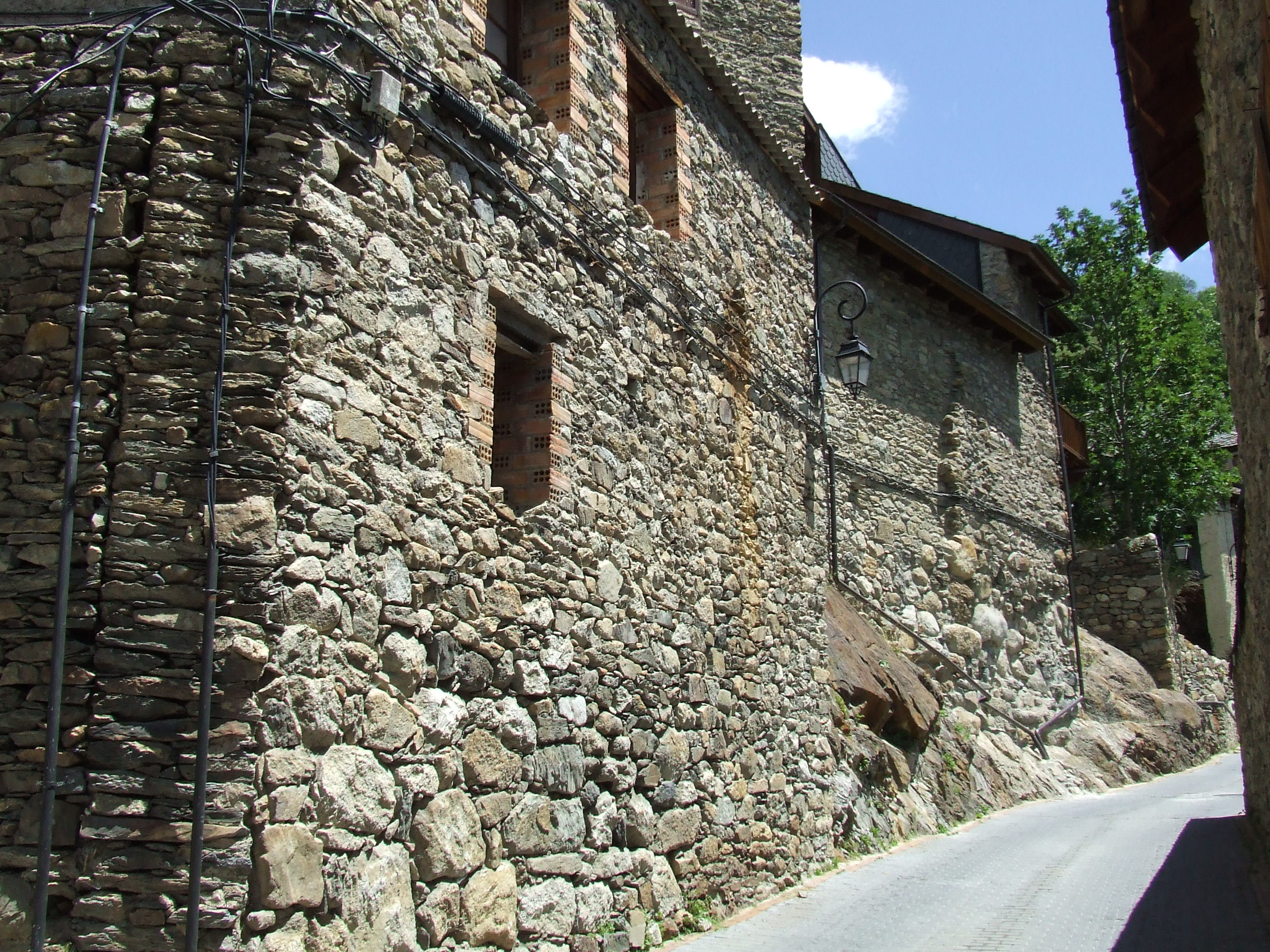
Carrer de Durro

Fins al 1831, any d'extinció dels senyorius, Durro pertangué als barons, després comtes, d'Erill.
Pascual Madoz, en el seu Diccionario geográfico... del 1849 parla de Durro. S'hi pot llegir que el lloc està situat en el vessant sud d'una muntanya anomenada de la Mosquera; el combaten tots els vents, llevat els del nord, dels quals l'arrecera la muntanya esmentada. El clima és fred i saludable, però s'hi pateixen dolors reumàtics i erisipeles. Tenia 22 cases unides i d'una sola planta, a l'interior, de fusta i generalment brutes. Els carrers també eren bruts, costeruts i sense empedrar. Hi havia Casa de la vila i presó, escola de primeres lletres d'una fundació particular, que té una casa i un prat contigu anomenats de Santa Cecília. L'església parroquial, dedicada a la Nativitat de Nostra Senyora tenia rector i tres capellans beneficiats, amb la característica que havien de ser tots fills de la vall de Boí i es cobreixen per concurs. Al costat del poble hi ha una font de bona qualitat, al costat de la qual hi havia el cementiri del poble. A un quart d'hora hi ha l'ermita de Sant Quirc.
En el poble i els seus voltants hi havia molts corrals per al bestiar que s'hi pasturava. També hi ha el barranc de Ginebrell, que porta poca aigua, però s'aprofita per als prats i per a un molí fariner. El terreny era, segons Madoz, majoritàriament muntanyós, aspre, trencat i de mala qualitat, tot i que hi havia una petita part plana, de qualitat mitjana. Era costum artigar el bosc per fer-ne camps de conreu per a gra o patates, que s'abandonaven al cap d'uns anys. Els boscos eren de pins i avets, que s'aprofiten per a llenya o fusta per a la construcció, i també s'hi trobaven nogueres, roures i moltes bardisses. Hi ha mineral de ferro i de plom, però no s'aprofita.
S'hi produïa sègol, una mica d'ordi i civada, i patates. A l'estiu s'hi mantenien fins a 1.500 ovelles, que donaven l'any 100 roves de llana. Hi havia bous, mules i ases per a les feines del camp, i s'hi criaven eugues. La cacera era de perdius, llebres, guatlles i alguns animals perjudicials. Hi havia un molí fariner, i s'exportava una part del que es produïa; en canvi, s'importava vi, aiguardent i oli, que es duien de la Conca de Tremp i de l'Aragó. El poble tenia en aquell moment 21 veïns (caps de casa) i 127 ànimes (habitants).
El 6 de setembre de 1907 Durro va ser un dels llocs per on va passar la Missió arqueològico-jurídica a la ratlla d'Aragó, organitzada per l'IEC amb la missió de protegir el patrimoni artístic català. L'equip estava format per Josep Puig i Cadafalch, Guillem Marià Brocà, Josep Gudiol, Josep M.Goday i Adolf Mas.

## Festes i tradicions

### Les Falles
El costum popular de córrer les falles és la gran festa tradicional de l'Alta Ribagorça. Aquestes pràctiques estan relacionades amb ritus i cultes avui desconeguts i aparegueren abans de l'arribada dels indoeuropeus. Es creia que els mals esperits, que sortien a mitjanit, fugien en veure el foc i les fogueres. Els homes feien aquests ritus per donar gràcies als déus per l'èxit de les collites i l'arribada del bon temps. Segurament la celebració dels solstici d'estiu tingué en temps prehistòrics una complexitat i una importància que avui desconeixem.
Els rituals del foc han arribat als nostres dies i se celebren cada any la primera quinzena de juny (malgrat que als altres pobles de la vall se celebra en dates diferents). Quan s'acosta la data, el jovent del poble tala set o vuit pins alts i bastant frondosos del "Pinar" i els planten a la plana de Sant Quirc, al cap de la muntanya. D'això se'n diu "plantar el faro", el dia de córrer les falles, s'encendrà i serà visible des de llargues distàncies pels habitants de la vall i del poble.
Les falles es fan amb autèntica teia de pi i s'uneixen amb un mànec de freixe o avellaner amb aram i puntes. Hi ha una varietat de falles anomenades "rentines" que són teies d'una sola peça. Normalment són fetes pels destres del poble, que se situen al "Mallador del Salze" una setmana abans i comencen a tallar i a fabricar-ne per a tot aquell qui en demana.
La baixada de falles per la muntanya sol durar de vint minuts a mitja hora. Cada participant, després d'haver resat un pare nostre davant la font i l'ermita de Sant Quirc, i haver fet un traguinyol de vi, encén la seva falla al "faro" i comença el trajecte guiat pel fadrí major, amb les torxes flamejants, que creen rius de foc per la muntanya fins a acabar fent cap a la plaça del poble. La festa s'acaba encenent una altra foguera al poble (on s'acaben de consumir les falles) i fent ball i xerinola a "l'Estudi".